# حريق قصر ثقافة بني سويف
في 5 سبتمبر 2005 شب حريق داخل قصر ثقافة بني سويف، مصر. أسفر الحريق عن مقتل 50 شخص وأصيب 23 آخرين.

## الحريق
في يوم 5 سبتمبر 2005 توجه الجمهور لمشاهدة مسرحية بعنوان من منا المأخوذ عن قصة "حديقة الحيوان" لفرقة نادى طامية بالفيوم؛ وذلك بقاعة الفنون التشكيلية الملحقة بقصر ثقافة بنى سويف. وفي أثناء العرض أشتعلت النيران بسبب شمعة سقطت من خلفية ديكور العرض، كانت هناك محاولات سريعة وقت الحادث لإخماد الحريق، لكن ألسنة اللهب التى ارتفعت وتمسكت في الستائر والسجاد والديكور المكون من الخيش والورق صعب السيطرة عليها، وساعدها في ذلك استخدام مواد سريعة الاشتعال في تجهيزات المكان، فسقط السقف المكون من الفوم ليتحول لنيران سائلة تتساقط فوق رؤوس الجمهور والممثلين، واشتعلت الحوائط الخشبية لتحتضن النيران المتواجدين من جميع الجهات". ثم جاءت عربات الحماية المدنية التى تبعد عن موقع الحريق مسافة 5 دقائق بعد مرور ما لا يقل عن 50 دقيقة من الحريق وبعد وصول العربات حاول عمال الإطفاء استخدام الخراطيم لإخماد الحريق، لكنهم لم يجدوا مياهًا يضخونها ، حالهم كحال رجال الإسعاف الذين وصلوا بعدها بساعات رغم تلقيهم الاستغاثات من سكان المنطقة والمسؤولين عن المسرح، ولم يجد من نجا من الحريق أمامه إلا السير على الأقدام واستخدام سيارات الأجرة للانتقال إلى المستشفيات.